# Heinkel HD 28
Die Heinkel HD 28 ist ein in der zweiten Hälfte der 1920er Jahre entwickeltes deutsches Schwimmerflugzeug der Heinkel-Flugzeugwerke in Warnemünde. Das Kürzel HD steht für „Heinkel Doppeldecker“.

## Entwicklung
Die HD 28 entstand 1927 im Auftrag des japanischen Flugzeugherstellers Aichi als Seeaufklärer für die japanische Marine und sollte das Grundmuster für eine eventuelle Lizenzfertigung in Japan bilden. Aus Gründen der Verschleierung, in Deutschland war zu dieser Zeit der Bau vom Militärflugzeugen durch den Versailler Vertrag noch untersagt, wurde der Typ offiziell als Reise- und Sportflugzeug oder schlicht als „See-Doppeldecker“ deklariert. Als Alternative neben den verwendeten Schwimmern in herkömmlicher Holzbauweise wurden bei Heinkel auch erstmals Schwimmer aus Edelstahl produziert. Der Erstflug des einzigen gebauten Exemplars mit der Werknummer 259 erfolgte am 27. August 1927 und die anschließende Flugerprobung unter Beobachtung der DVL wurde ohne Vorkommnisse abgeschlossen. Nachfolgend wurde die HD 28 nach Japan verschifft und an Aichi übergeben, die sie als „Heinkel dreisitziges Seeaufklärungsflugzeug“ oder „Heinkel 2-Seeaufklärer“ der japanischen Marine vorstellte. Diese bemängelte jedoch die ungenügenden Sichtverhältnisse und lehnte das Flugzeug deshalb und auch aufgrund von Motorproblemen ab, so dass auch die geplante Serienfertigung unterblieb. Stattdessen nahm Aichis Projektingenieur Tetsuo Miki einige Veränderungen an der HD 28 vor. Er kürzte die untere Tragfläche, verlegte den Haupttank vom Rumpf in den Oberflügel und staffelte das Tragwerk. Als Antrieb wurde ein japanischer Nakajima-Lizenzbau des britischen Jupiter-Motors eingesetzt. Solchermaßen umgerüstet diente die HD 28 als Ausgangsmuster für die später bei Aichi gebauten Typen AB-5 und AB-6.

## Aufbau
Die HD 28 ist ein ungestaffelter, einstielig verspannter Doppeldecker in Gemischtbauweise. Der Rumpf besteht aus einem stoffbespannten Stahlrohrrahmen mit rechteckig bis annähernd ovalem, weil oben stark gewölbten Querschnitt und Aluminiumbeplankung im Triebwerksbereich. Etwaige Formspanten- und leisten bestehen aus Holz. Der Motorträger ist mit nur vier Bolzen am Rumpf befestigt und daher leicht abnehmbar. Dahinter liegt das Brandschott aus Stahlblech und der Haupttank mit 1280 l Fassungsvermögen. Es folgt die Kabine für den Flugzeugführer und dahinterliegend zwei weitere Kabinen, die als Frachtraum genutzt oder mit zwei zusätzlichen Sitzen, Doppelsteuer und Funkgerät ausgestattet werden können. Das Heck läuft in einer senkrechten Schneide aus.
Die dreiteiligen Tragflächen gleicher Spannweite bestehen aus einer stoffbespannten Holzkonstruktion mit zwei Holmen, bestehend aus Sprucegurten und Sperrholzstegen, sowie hölzernen Rippen und Stahlrohr-Innenverstrebungen. Das obere Mittelstück, in dem sich ein weiterer, 95 l fassender Falltank befindet, besteht aus Stahlrohr. Ober- und Unterflügel sind durch Doppel-I-Stiele und Drahtauskreuzung in zwei Ebenen miteinander verbunden. Weitere N-Streben verlaufen zum Rumpf. Die äußeren Tragflächen sind nach hinten klappbar gestaltet
Das Leitwerk wird aus einem geschweißten Stahlrohrgerüst mit Stoffbespannung gebildet. Seiten- und Höhenruder sind aerodynamisch ausgeglichen und besitzen einen Hornausgleich, die Höhenflosse ist zum Rumpf hin durch I-Streben abgestützt und die Seitenflosse als Kielflosse ausgebildet. Querruder befinden sich sowohl im Ober- als auch Unterflügel und sind durch Gestänge miteinander verbunden.
Die beiden parallel zueinander angeordneten Schwimmer bestehen entweder aus Holz mit je 4000 l Rauminhalt und 108 % Reserveauftrieb oder aus nichtrostendem Edelstahl mit je 3800 l. Sie sind einstufig, gekielt und durch Stahlrohrstreben untereinander und mit dem Rumpf verbunden. Da entsprechende Beschläge vorhanden sind, kann die HD 28 nach Entfernung des Schwimmwerks durch Anbau eines starren Radfahrwerks sowie Hecksporns zu einem Landflugzeug umgerüstet werden.

## Technische Daten
| Kenngröße                                 | Daten                                                                                  |
| ----------------------------------------- | -------------------------------------------------------------------------------------- |
| Besatzung                                 | 3                                                                                      |
| Spannweite                                | 15,0 m                                                                                 |
| Länge                                     | 11,0 m                                                                                 |
| Höhe                                      | 4,62 m                                                                                 |
| Flügelfläche                              | 59,5 m²                                                                                |
| V-Form                                    | oben o° unten 2,5°                                                                     |
| Leermasse                                 | 2365 kg                                                                                |
| Zuladung                                  | 1485 kg                                                                                |
| Startmasse                                | 3850 kg                                                                                |
| Antrieb                                   | ein wassergekühlter 18-Zylinder-Viertakt-V-Motor                                       |
| Typ                                       | Lorraine-Dietrich 28 III mit Vierblatt-Metalluftschraube und 11:17-Untersetzung        |
| Startleistung Kampfleistung Dauerleistung | 720 PS (530 kW) bei 2200/min 650 PS (478 kW) bei 2000/min 600 PS (441 kW) bei 1900/min |
| Kraftstoffvorrat                          | 1375 l                                                                                 |
| Höchstgeschwindigkeit                     | 198 km/h in Bodennähe                                                                  |
| Reisegeschwindigkeit                      | 172–175 km/h                                                                           |
| Landegeschwindigkeit                      | 96 km/h                                                                                |
| Steiggeschwindigkeit                      | 4,1 m/s                                                                                |
| Steigzeit                                 | 4,1 min auf 1000 m Höhe 9,6 min auf 2000 m Höhe 17,7 min auf 3000 m Höhe               |
| Reichweite                                | 1250 km                                                                                |
| Gipfelhöhe                                | 4500 m mit maximaler Zuladung                                                          |
| Flugdauer                                 | 7 h                                                                                    |
| Bewaffnung                                | zwei starre 7,7-mm-MG ein bewegliches 7,7-mm-MG 220 kg Bomben                          |